# Montreuil-sur-Thonnance
Montreuil-sur-Thonnance és un municipi francès situat al departament de l'Alt Marne i a la regió del Gran Est. L'any 2007 tenia 69 habitants.

## Demografia

### Població
El 2007 la població de fet de Montreuil-sur-Thonnance era de 69 persones. Hi havia 32 famílies de les quals 12 eren unipersonals (4 homes vivint sols i 8 dones vivint soles), 12 parelles sense fills i 8 parelles amb fills.
La població ha evolucionat segons el següent gràfic:
Habitants censats

### Habitatges
El 2007 hi havia 41 habitatges, 31 eren l'habitatge principal de la família, 3 eren segones residències i 7 estaven desocupats. Tots els 41 habitatges eren cases. Dels 31 habitatges principals, 21 estaven ocupats pels seus propietaris, 5 estaven llogats i ocupats pels llogaters i 5 estaven cedits a títol gratuït; 1 tenia dues cambres, 6 en tenien tres, 13 en tenien quatre i 11 en tenien cinc o més. 26 habitatges disposaven pel capbaix d'una plaça de pàrquing. A 15 habitatges hi havia un automòbil i a 10 n'hi havia dos o més.

### Piràmide de població
La piràmide de població per edats i sexe el 2009 era:
| Homes | Edats   | Dones |
| ----- | ------- | ----- |
| 0     | 95 o +  | 0     |
| 0     | 90 a 94 | 0     |
| 0     | 85 a 89 | 0     |
| 0     | 80 a 84 | 2     |
| 2     | 75 a 79 | 4     |
| 3     | 70 a 74 | 1     |
| 0     | 65 a 69 | 3     |
| 2     | 60 a 64 | 1     |
| 3     | 55 a 59 | 2     |
| 3     | 50 a 54 | 3     |
| 5     | 45 a 49 | 4     |
| 3     | 40 a 44 | 2     |
| 1     | 35 a 39 | 1     |
| 4     | 30 a 34 | 2     |
| 4     | 25 a 29 | 2     |
| 2     | 20 a 24 | 1     |
| 8     | 15 a 19 | 1     |
| 8     | 10 a 14 | 4     |
| 1     | 5 a 9   | 0     |
| 1     | 0 a 4   | 0     |

## Economia
El 2007 la població en edat de treballar era de 49 persones, 33 eren actives i 16 eren inactives. De les 33 persones actives 29 estaven ocupades (19 homes i 10 dones) i 4 estaven aturades (2 homes i 2 dones). De les 16 persones inactives 5 estaven jubilades, 3 estaven estudiant i 8 estaven classificades com a «altres inactius».
Activitats econòmiques
Dels 5 establiments que hi havia el 2007, 1 era d'una empresa de fabricació d'altres productes industrials, 2 d'empreses de construcció, 1 d'una empresa de transport i 1 d'una empresa d'hostatgeria i restauració.
L'únic servei als particulars que hi havia el 2009 era un paleta.
L'any 2000 a Montreuil-sur-Thonnance hi havia 3 explotacions agrícoles que ocupaven un total de 516 hectàrees.

## Poblacions més properes
El següent diagrama mostra les poblacions més properes.